# Vestido de Noiva (filme)
Vestido de Noiva é um filme brasileiro de 2006, baseado na clássica obra de Nelson Rodrigues com direção e roteiro de Joffre Rodrigues, filho do autor da peça.

## Sinopse
No início acontece o atropelamento de Alaíde. Ela então entra em um lugar cheio de mulheres procurando a cortesã Madame Clessi. Entre delírios e realidades passa a lembrar de seu casamento.

## Elenco
- Marília Pêra......... Madame Clessi
- Simone Spoladore..... Alaíde
- Letícia Sabatella.... Lúcia
- Marcos Winter........ Pedro
- Bete Mendes.......... D. Lígia
- Buza Ferraz.......... Redator do diário
- Nélson Vinícius.......... Pimenta
- André Valli.......... Timbira
- Tonico Pereira....... Homem de barba
- Rogério Fróes........ Desembargador
- Mateus Sartori........... Namorado de Madame Clessi